# 移牧

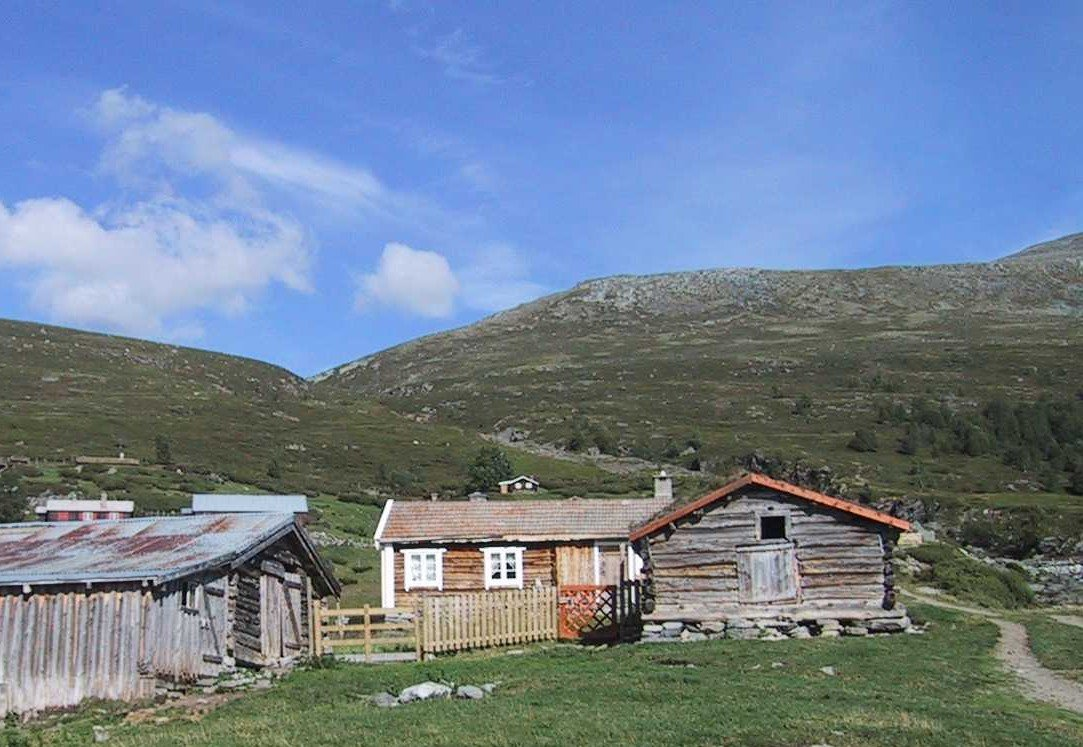
在挪威的一個移牧社區。在山上的林木线以上，是牧民的夏季放牧草場，有也供牧民小休的居所。

移牧是一種基於季節變遷而改變牲畜放牧地點的放牧形態。
移牧可分為垂直移牧跟水平移牧兩種形態。一般來說，放牧有固定的夏季及冬季放牧點（草場），而當季節轉換時，就會從這兩個地區之間遷移。山地生态系统根据海拔高度形成不同的生态区。森林在中海拔地区常见，但随着高度上升，气候变得干燥，树林会逐渐过渡到草地和苔原。所謂垂直移牧，就指這種在夏季時把牲口趕到高地的草場去放牧，到冬季時回到低谷的林地放牧的方式。而牧民的永久居所，一般都會在低谷的林地裡。至於水平移牧，往往除了季節以外，還會受到氣候、經濟及政治因素影響。
移牧在世界各地均有出現，但又以歐洲及西亞較為常見。

## 欧洲

### 阿尔卑斯
尽管旅游业和工业是今天阿尔卑斯地区主要的经济支柱，但向高海拔牧场的季节性迁徙依然见于巴伐利亚、奥地利、斯洛文尼亚、意大利和瑞士，除了游客集中的旅游区以外。有些地方，当地农场家庭照看牛群并负责牛群的迁徙；另一些地方，则是受雇于牧场公司的员工完成此工作。
移牧在阿尔卑斯传统文化中留下了印记，例如约德尔唱法、阿尔卑斯长号和瑞士摔跤等。瑞士民间传说中有许多关于神话生物的故事。

#### 历史

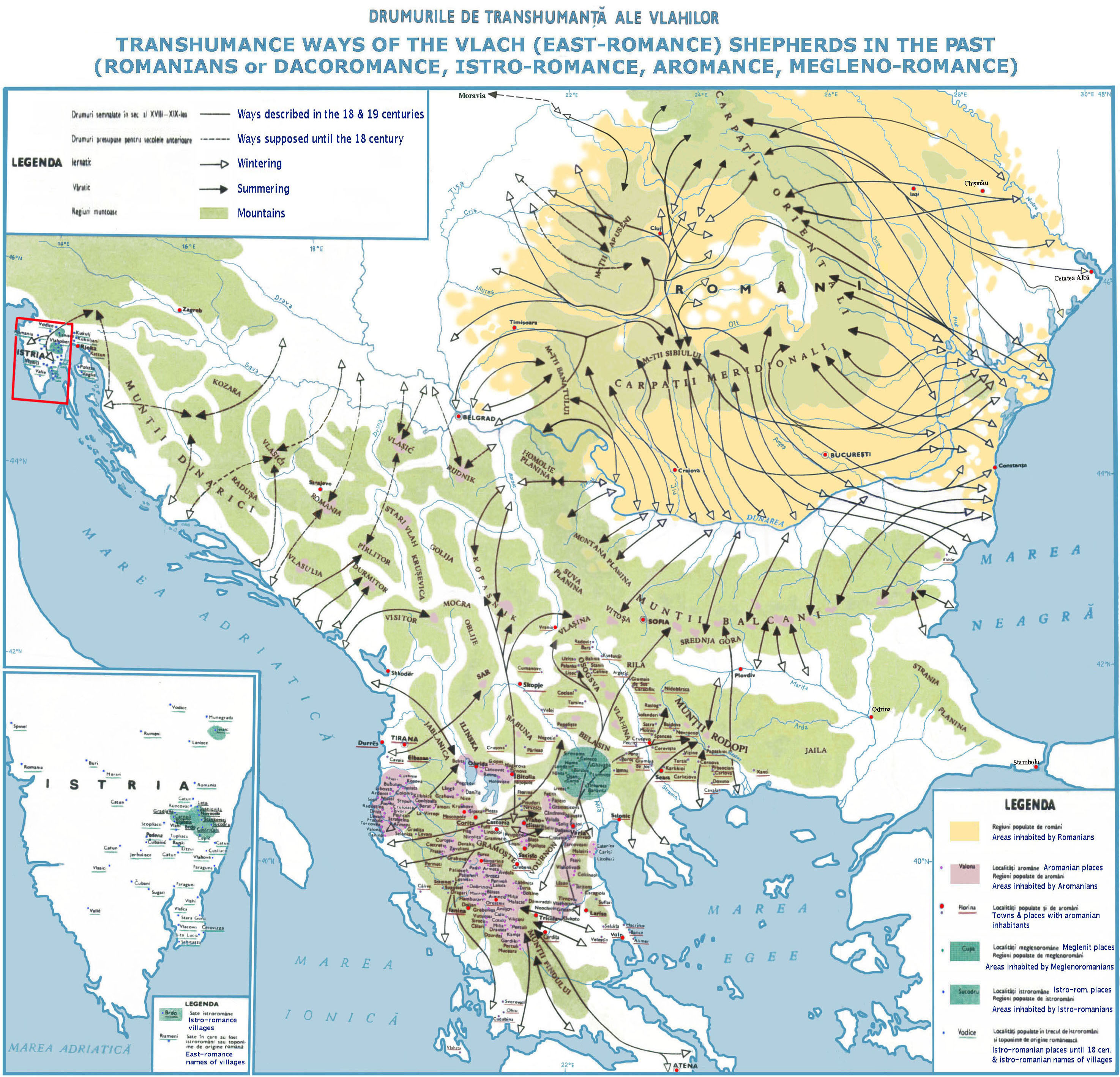
巴尔干的罗马尼亚和弗拉赫游牧区

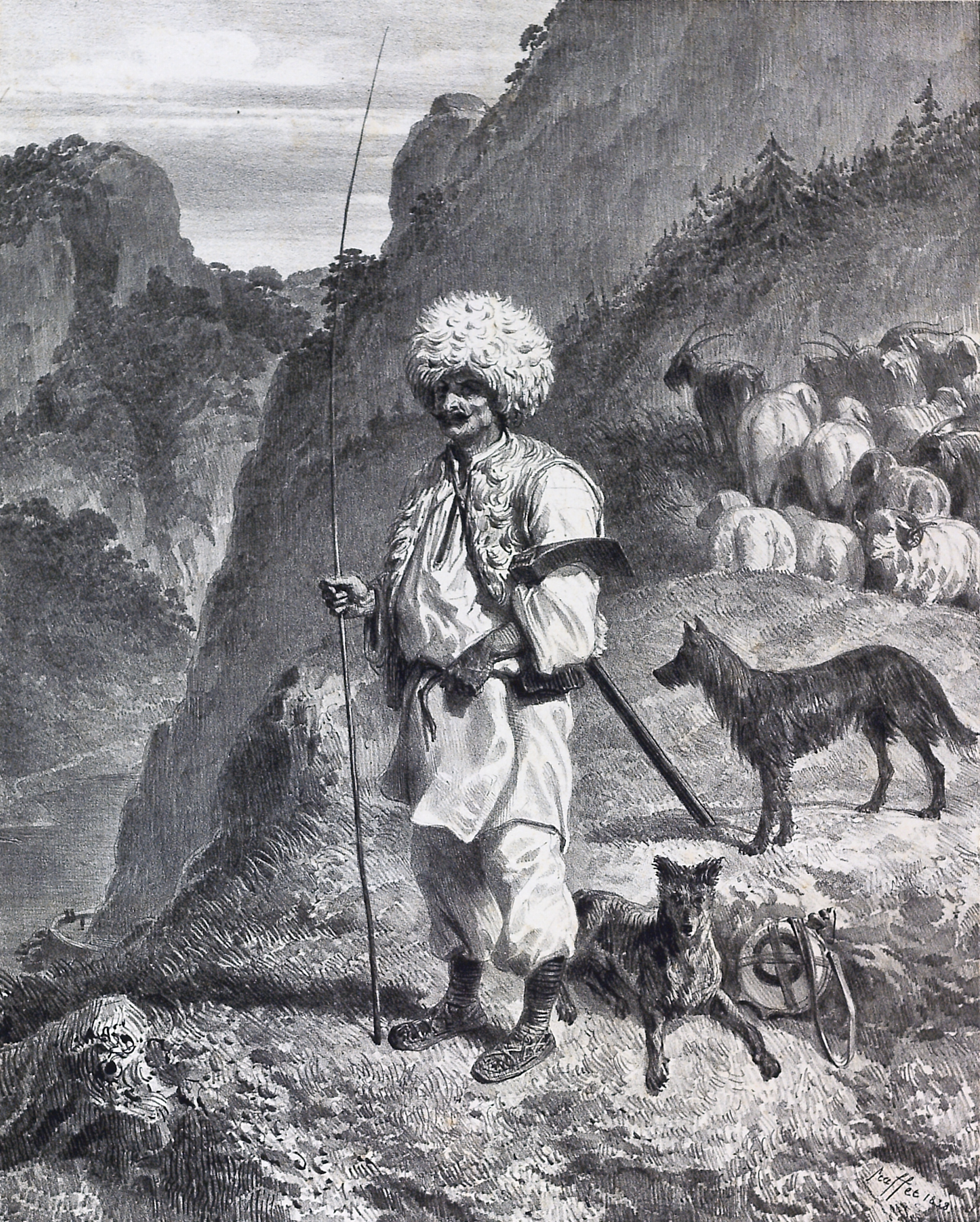
班纳特的弗拉赫牧羊人

有证据表明阿尔卑斯山区的移牧经济可追溯至石器时代晚期（公元前3000年），在青铜时代（公元前17世纪-前11世纪）北石灰岩山脉的林木线之上也有牧场的证据。
阿尔卑斯的移牧体系自中世纪中期以来几乎没有变化，有一份1204年的文献描述了当时的夏季牧场。在瑞士西部和中部以及东部少数地区，沿着阿尔卑斯的山脊，从1300左右开始，养牛成为主要的农业生产活动，在一些城镇出现了许多专门的家牛市场。在这些阿尔卑斯山脊社区，移牧既包括牧场之间的垂直移动也有前往市场的水平移动。在阿尔卑斯中部，牲畜更为多样化，牛和猪、山羊等动物较少，绵羊数量多。
到了中世纪晚期，随着黑死病以及战争造成人口减少，移牧的重要性更为显著。牧牛相比农耕需要更少的人力，因此而适合于减少的人口。然而，畜牧需要更大的资本和土地投入。养牛给修道院及其附近城镇居民带来了投资机会。投资者会购买牛群然后在夏季将其出租给小农场或牧民。阿尔卑斯的小型社群通常不希望外来的牛群占用其牧场，这导致畜牧社群和邻近的城镇以及修道院之间发生冲突。争夺放牧权的冲突和对阿尔卑斯草原的所有权甚至引发了几场战争，包括具有关键意义的莫尔加滕战役（1315）。

### 巴尔干
在巴尔干，弗拉赫人、萨拉卡察尼人、阿罗马尼亚人和尤鲁克人传统上在山区度过夏季，并在冬季返回海拔较低的平原。当该地区是奥匈帝国和奥斯曼帝国的一部分时，希腊、阿尔巴尼亚、保加利亚和前南斯拉夫之间的边界相对畅通。 夏季，一些群体向北迁至巴尔干山脉；冬季他们则在爱琴海附近较温暖的平原上度过。
摩尔拉赫人是居住在狄那里克阿尔卑斯山脉（西巴尔干）的弗拉赫牧羊人，他们不断迁徙为羊群寻找更好的牧场。但随着前奥斯曼帝国的地区民族国家的兴起，出现了新的国家边界，使得许多牧民的夏季和冬季牧场分隔开来，使跨国家迁徙不再容易，特别是在战争频繁的时候。

### 不列颠

#### 威尔士
传统上，在威尔士的大多数地区，农场工人（有时是农场主）会在一个山坡上的避暑别墅（hafod）度过夏季，并在那里放牧；到了深秋，农场家庭和工人将羊群赶到山谷，并留在主住宅（Hendref）里度过冬天。
这种移牧系统在近一个世纪的时间里已经不再实行了。这一现象在威尔士其他地方消亡后，在史諾多尼亞仍存在了更长的时间，至今在该地区的乡村农业社区中还可以发现这种习俗的残余 。避暑别墅（hafod）和主住宅（Hendref）这两个词在威尔士都以地名和房屋名而继续存在，有一种生奶牛奶酪叫做Hafod。今天，在山地牧场度过夏天的牛和羊仍被运输到海拔更低的冬季牧场，但用的是卡车而不是人为驱赶。

#### 英格兰
从西南部的康沃尔到英格兰北部，游牧在英格兰存在的证据可以追溯至中世纪。在湖区，夏季和冬季分别在旷野和山谷之间迁徙绵羊和山羊。

### 西班牙

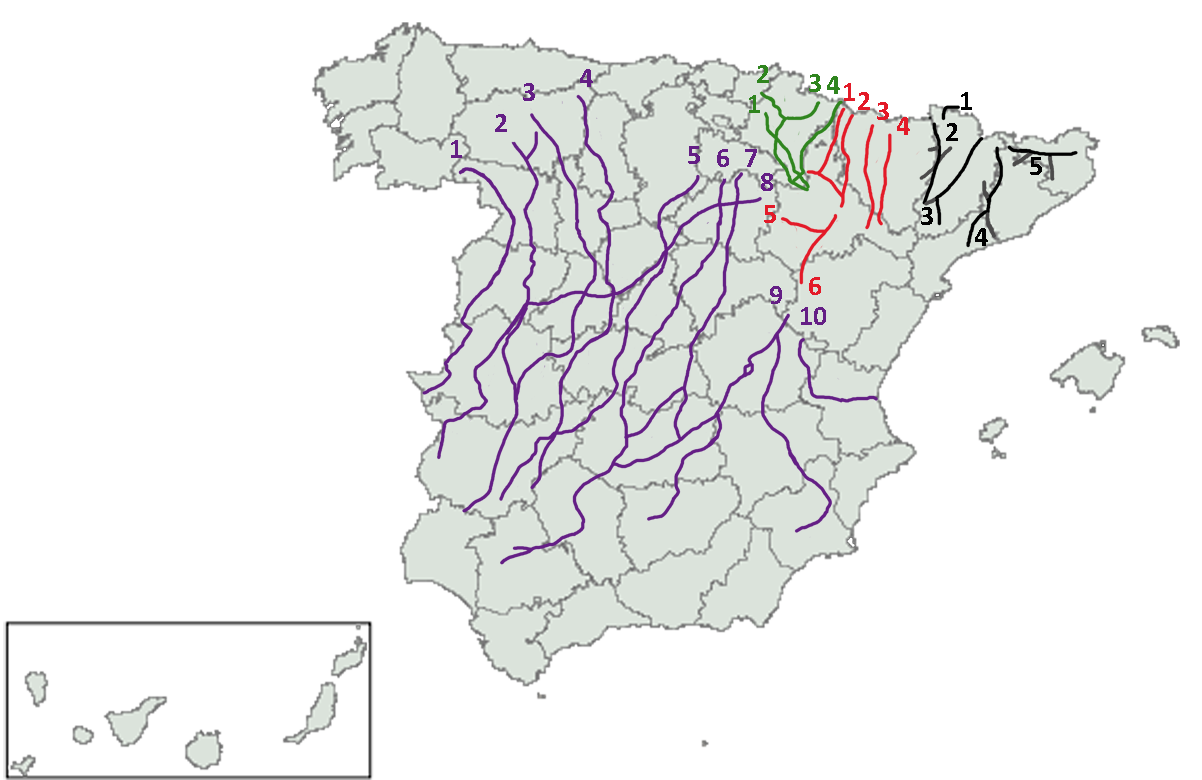
西班牙主要移牧路线

历史上，移牧在西班牙大部分地区都非常普遍，特别是在卡斯蒂利亚、莱昂和埃斯特雷马杜拉等地区，那里游牧的牛羊牧民长途跋涉，以寻找夏季更繁茂的牧场和冬季更温暖的气候。西班牙的移牧现象还是美洲众多相关文化的起源，例如美国的牛仔，阿根廷、巴拉圭和巴西的高乔人。
从西南部至东北部，整个伊比利亚半岛贯穿着移牧通道网络（cañadas）（见右侧地图）。这些线路很早就被绘制成图表，并依据宽度进行分类；标准的cañada宽度在37.5至75米之间，“皇家通道”（canadas reales）在某些地点宽度达800米。通道内的土地是公有的，并受法律保护。
在比利牛斯山脉和坎塔布连山脉的一些高海拔山谷中，移牧是主要或唯一的经济活动。根据使用的季节范围以及社区司法管辖，受管制的通道和放牧场分配给了不同的山谷和社群。与移牧生活方式相关的独特社会群体有时被认为是古老民族文化的残余，这些文化如今只存在于坎塔布里亚、納瓦拉、阿斯图里亚斯等地区的孤立的少数民族中。

### 比利牛斯

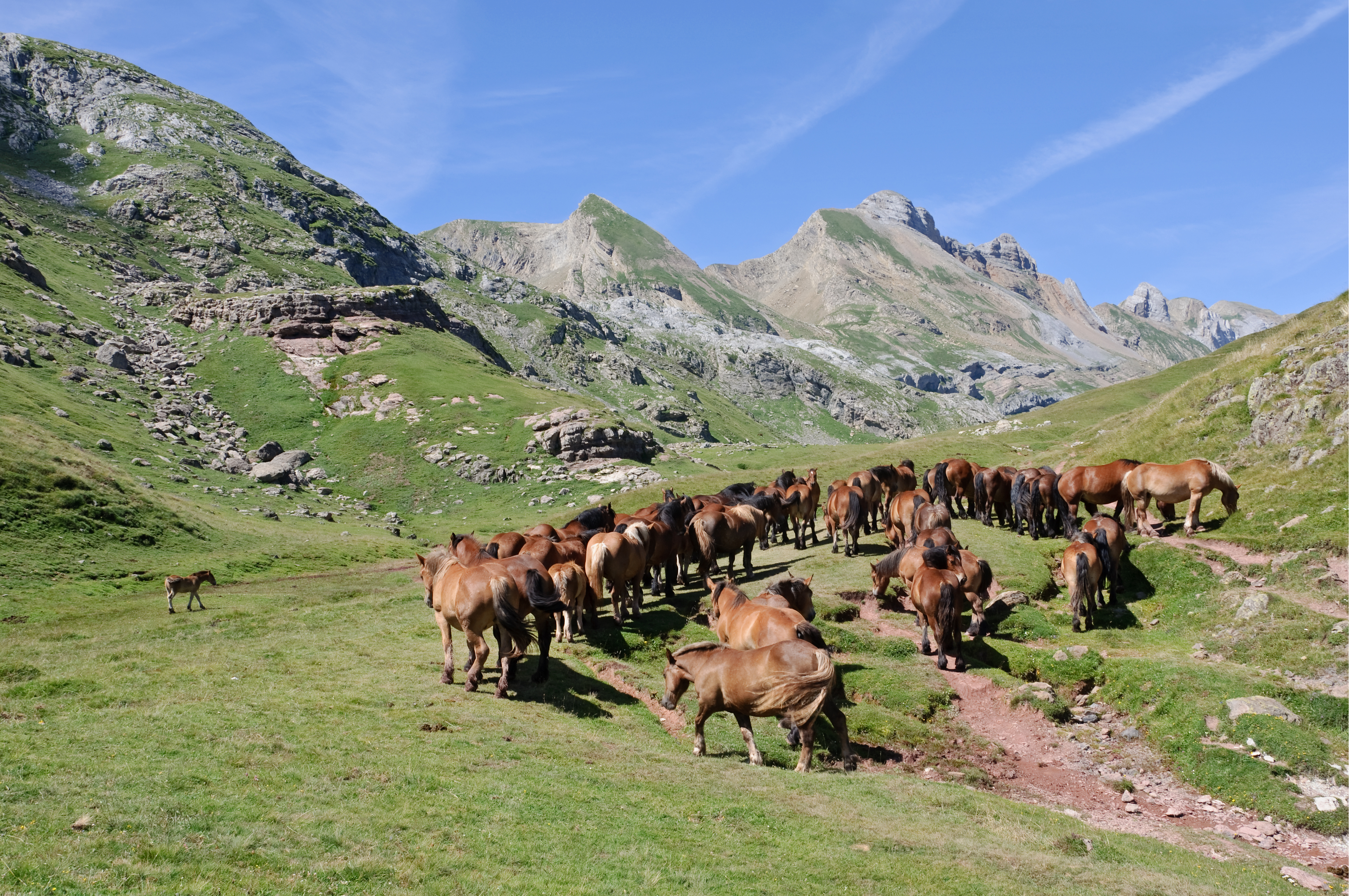
比利牛斯夏季山区牧场的马群

比利牛斯山脉的移牧在夏季将牲畜（牛、绵羊、马）迁至高山上，因为低地的农场很小而无法支撑更大的畜群。山区时期从5月下旬或6月初开始，到10月初结束。直到20世纪70年代，移牧主要用于奶牛，而奶酪制作在夏季是一项重要的活动。在某些地区，几乎所有家庭成员在夏季都带着奶牛来到更高的山脉，住在简陋的石屋里。这种发展于中世纪的移牧生活，一直持续到20世纪。随着人们离开农村到城市工作，移牧在工业化的压力下衰落并消亡了。不过，人们依然在一些节日中庆祝移牧的重要性并认可其文化遗产。
比利牛斯—珀杜山因反映了移牧农业系统而被入选为联合国教科文组织世界遗产。

## 亚洲

### 伊朗

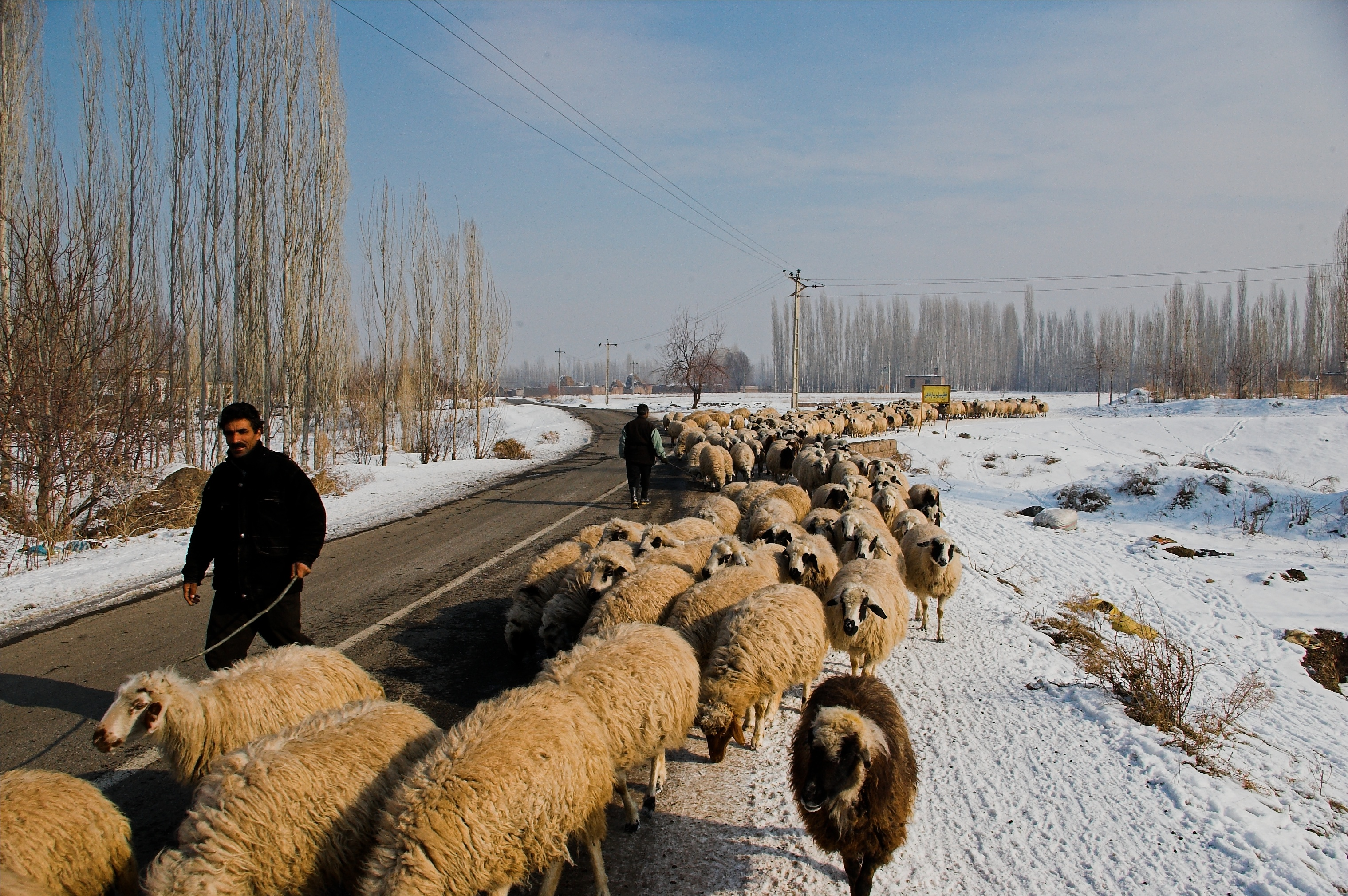
迁徙羊群的伊朗牧民

直到20世纪中期，伊朗的巴赫蒂亚里人部落依然过着移牧生活。从阿塞拜疆到阿拉伯海，沿着札格罗斯山脉中，畜牧部落每年根据季节变化伴着牧群在山谷和山麓的永久性住所之间来回迁徙。
伊朗南部讲突厥语的卡什加人在20世纪中期仍进行移牧。据说这一部落在古代居住在靠近波斯湾的法尔斯地区，到了20世纪中期则生活在莫克兰山区。在每年寻觅新鲜牧场的过程中，卡什加人将牲畜从南向北驱赶，从4月至10月间的夏季居住在高山住所（Yeilak）里。传统上，他们在札格罗斯山系海拔从12,000到15,000英尺的Kuh-è-Dinar山坡上放牧。
秋天，卡什加人离开高地，来到河岸的法拉什班德）、卡澤倫、法拉什邦附近的较暖地区生活。他们的冬季住所被称为Qishlaq。 这次迁移是由卡什加人首领组织和控制的。部落避开设拉子和伊斯法罕等城镇，因为他们大规模的羊群（共700万头）可能会造成严重破坏。
据估计卡什加部落在20世纪50年代共有40万人。从那个时期以来发生了一系列社会变革。

### 黎巴嫩
在黎巴嫩，移牧存在于北黎巴嫩省。卡迪沙山谷的城镇和村庄平均海拔1400米。Ehden和Kfarsghab等定居点用于6月初到10月中旬的夏季；十月，居民则搬到平均海拔200米的沿海城镇。移牧活动是由农业活动（历史上是桑蚕文化）引起的。沿海城镇的主要农作物是橄榄、葡萄和柑橘。山区城镇的农作物则是夏季水果，主要是苹果和梨。

### 吉尔吉斯斯坦

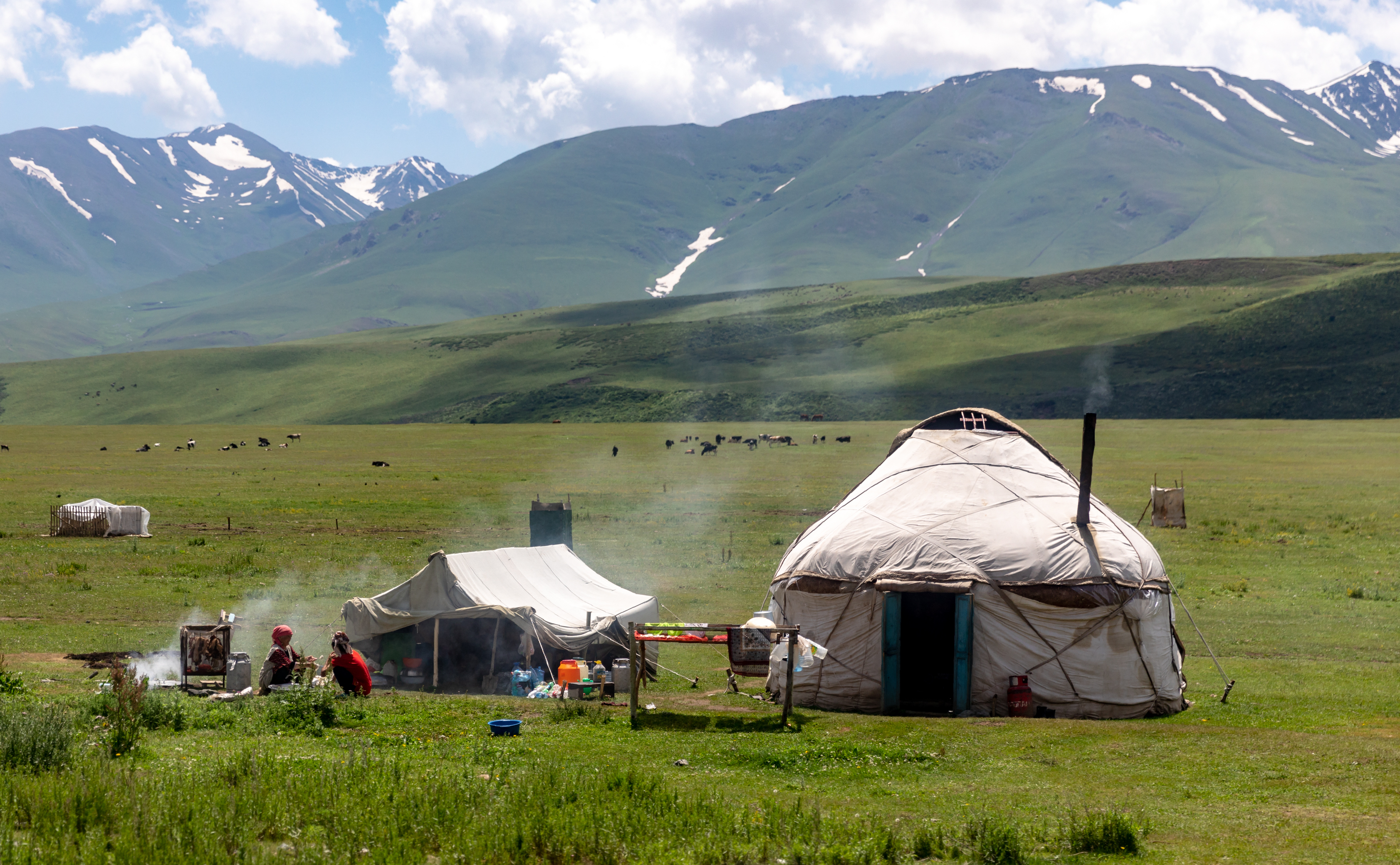
吉尔吉斯斯坦的毡房

在吉尔吉斯斯坦，移牧在苏维埃时期从未消亡，在1991年独立后的经济艰难时代则又经历了复兴。移牧是吉尔吉斯人民族文化的一部分。人们在夏季牧场上生活时使用羊毛毡帐篷，被称为jailoo，其形象以象征的形式出现在吉尔吉斯斯坦国旗上。牧羊人喜爱一种由马奶制成的发酵饮料，称为库米斯。生产该饮料使用的工具成为了该国首都比什凯克的名字。

## 南美洲

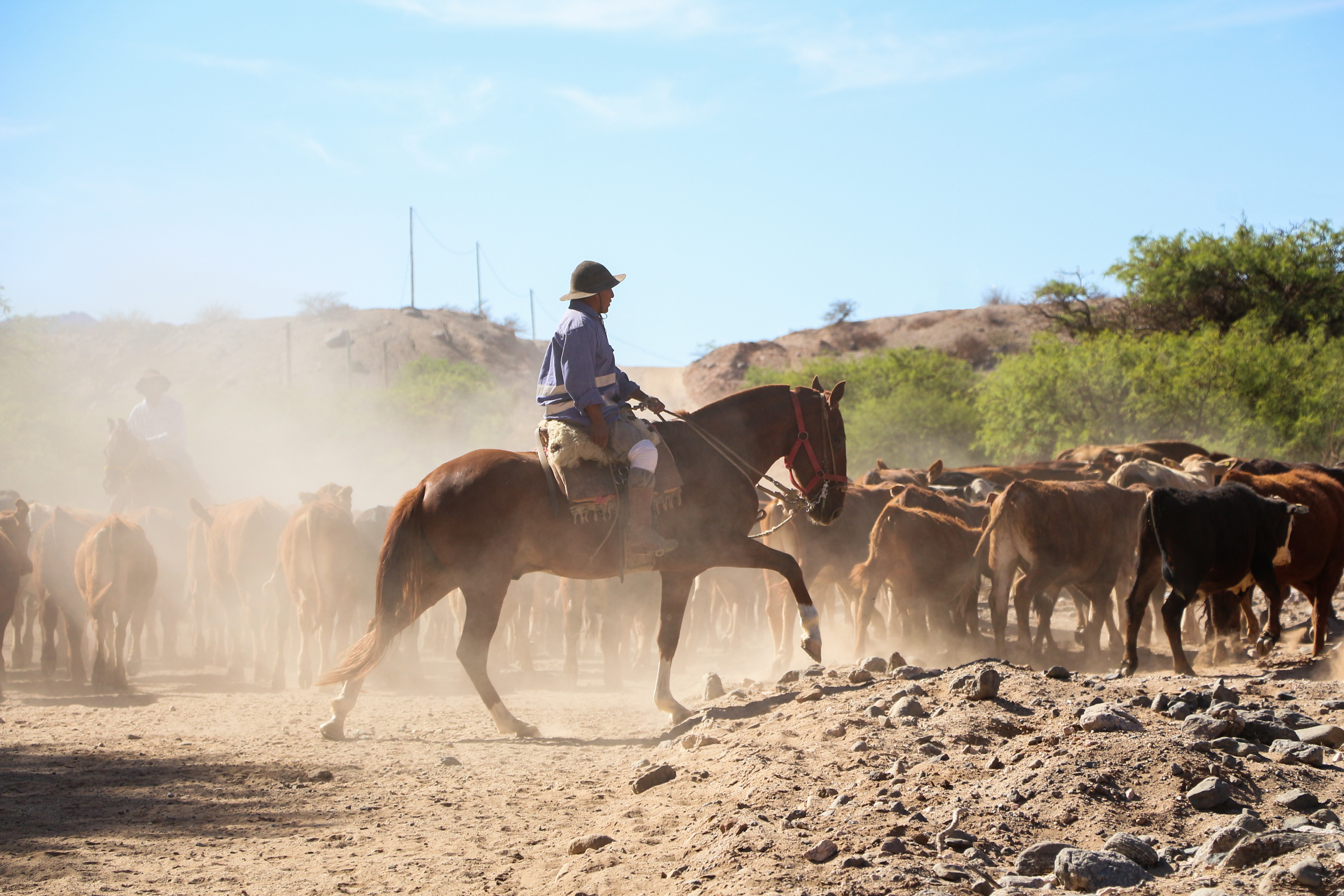
阿根廷的高乔人

南美洲移牧的参与者中有高乔人，他们是阿根廷、乌拉圭、巴拉圭等国和巴西南部的牛仔，在委内瑞拉和智利分别被称为llanero和huaso。
移牧目前存在于阿根廷、智利、秘鲁和玻利维亚以及巴西的潘塔納爾濕地.。在阿尔蒂普拉诺高原，土著居民的社群以饲养美洲驼尤其是羊驼为生。山羊的移牧见于门多萨省南部和內烏肯省北部，而巴塔哥尼亚平原则主要是绵羊。西班牙裔拉美人和土著民族在南美一些地区也实行移牧。

## 參看
- 畜牧
- 放牧
- 遊牧
- 酪農

## 外部連結
- U.S. Department of Agriculture Discussion on Asia[]
- U.S. Department of Agriculture Discussion on Africa （页面存档备份，存于）
- Transhumance and 'The Waiting Zone' in North Africa
- Limited traditional transhumance in Australia
- Pastoralism （页面存档备份，存于）
- Short mention of transhumance in North America
- Swiss land registry of alpine pastures (German) （页面存档备份，存于）
- La transhumancia in Madrid Spain （页面存档备份，存于）
- Interview with Lionel Martorell, one of the last transhumant pastors in Eastern Spain